# Lokomotiv ÖSIJ nr 2 Lessebo
Lokomotiv ÖSIJ nr 2 Lessebo är ett smalspårigt ånglokomotiv av mallettyp, som tillverkades av Munktells Mekaniska Verkstad 1891 för Kosta–Lessebo Järnväg. Det hette vid leveransen A Mallet och namnändrades samma år till KLJ nr 2 Lessebo.
Kosta–Lessebo Järnväg öppnade för godstrafik 1888 och drev då trafik med två lokomotiv: KLJ nr 1 Kosta, ett malletlok med tender, samt KLJ 4 Pysen, som bägge var tillverkade av Societé Décauville Ainé. Inför banans öppnande för allmän trafik 1891 inköptes ett andra malletlok, men utan tender. Det var tillverkat på licens av Munktells i Eskilstuna. Detta lok fick nummer 2.
Lessebo såldes 1948 till Munkedals Järnväg, där det hade namnet MJ Lok 6 Munkedal. Det såldes vidare 1955 till Sveriges järnvägsmuseum. Lessebo är sedan 2003 deponerat hos Östra Södermanlands Järnväg.